# 利特爾派恩 (明尼蘇達州)
利特爾派恩（英語：Little Pine）是位於美國明尼蘇達州克羅溫縣的一個非建制地區。

## 地理
利特爾派恩所處的海拔為高於海平面390米（即1280英呎），而該地所採用的時區為UTC-6，即北美中部時區（CST）。同時該地設有夏令時間，為UTC-6調快一小時，即UTC-5（CDT）。